# Сансара (альбом)
«Сансара» — девятый студийный альбом российской рок-группы «Сансара».
Альбому предшествовали альбом «69» (2009) и альбом ремиксов «69RMX» (2010). «Сансара» стал первым альбомом, который записывался особо большим количеством приглашённых музыкантов. Альбом был выпущен в сети, а также ограниченным тиражом на компакт-дисках.

## Список композиций
1. Зима (2:54)
2. Зонт (2:53)
3. Гений (2:53)
4. SMS’ки (4:11)
5. Танцы (2:52)
6. Облака (3:14)
7. Дзюдо (3:46)
8. Чёлка (3:20)
9. Фуэте (5:16)
10. Зомби (2:36)
11. Токио (3:34)
12. Ночь (3:14)

## Исполнители
- Саша Гагарин — гитара, звуки, вокал
- Сергей Королёв — клавиши, гитара, бас
- Андрей Просвирнин — бас
- Саша Кучерова — ударные
- Сергей Данилов — тексты
- Ваня Старцев (Mars Needs Lovers)
- Сергей Кузнецов (Mars Needs Lovers)
- Василий Устюжанин — бас
- Сергей Карманов — альт/баритон саксофоны (ex- участник Айфо, АлоэВера)

Техническая группа
- Вера Костюк
- Галя Чикис (Chikiss)
- Феликс Бондарев (Red Samara Automobile Club)
- Виталик Тетерин (7he Myriads)
- Катя Павлова (Обе две)
- Артем Клименко (Обе две)
- Андрей Zeberti
- Георгий Ершов (Sun studio)

## Создание песен
Зима
- текст и чтение — Сергей Данилов
- голоса — Катя Павлова
- крики вначале — общие
- пиано и звуки — Сергей Королев
- ещё шумы и звуки — Галя Чикис
- ритмика — Феликс Бондарев
- сведение — Георгий Ершов

Зонт
- текст, голос, вокал — Саша Гагарин
- голоса — Катя Павлова
- гитары, бас и ритмика — Сергей Королев
- крики — все
- сведение — Георгий Ершов

Гений
- автор песни и музыки — Андрей Zeberti
- инструменты — Феликс Бондарев
- голос, вокал — Саша Гагарин

SMS’ки
- текст, голос, вокал — Саша Гагарин
- голоса — Катя Павлова
- синтезатор — Сергей Королев
- синты-звуки-шумы — Галя Чикис
- сведение, гитара, бас, барабаны и свой взгляд — Феликс Бондарев

Танцы
- текст и чтение — Сергей Данилов
- пение, пиано, сведение — Галя Чикис

Облака
- текст, голос, акустическая гитара — Саша Гагарин
- пианино и синты — Сергей Королев
- трубы — Сергей Карманов
- сведение, ударные, звуки — Георгий
- разные верные идеи — Сергей Кузнецов и Ваня Старцев

Дзюдо
- текст, голос, вокал, синты — Саша Гагарин
- бас-гитара — Андрей Просвирнин
- гитара — Василий Устюжанин
- клавиши, синты, аранжировки — Сергей Карманов
- ударные — Саша Кучерова
- голоса — Катя Павлова
- сведение — Артем Клименко

Чёлка
- текст — Саша Гагарин
- пение — Катя Павлова
- инструменты и аранжировки — Артем Клименко

Фуэте
- текст и пение — Саша Гагарин
- бас-гитара — Артем Клименко
- клавиши, синты, гитары — Сергей Королев
- синты — Вера Костюк
- гитары, синты, сведение, свой взгляд — Виталик Тетерин

Зомби
- текст, вокал, голос, синты: Саша Гагарин
- голоса: Катя Павлова
- ударные: Саша Кучерова
- саксофон: Сергей Карманов
- синты, бас: Василий Устюжанин
- сведение: Георгий Ершов

Токио
- текст, голос, вокал — Саша Гагарин
- голоса, звуки, синты — Галя Чикис
- много всего — Феликс Бондарев
- сведение — Георгий Ершов

Ночь
- текст, голос, акустическая гитара — Саша Гагарин
- голоса — Катя Павлова
- синты, гитара, бас, пианино — Сергей Королев
- разные верные идеи — Сергей Кузнецов и Ваня Старцев
- сведение — Георгий Ершов